# Savannah (Tennessee)
Pour les articles homonymes, voir Savannah.
La ville américaine de Savannah est le siège du comté de Hardin, dans l’État du Tennessee. Lors du recensement de 2000, sa population s’élevait à 6 917 habitants.